# 王近山
王近山（1915年10月29日—1978年5月10日），原名王文善，湖北黄安高桥许家田村人。中国人民解放军中将。他也是作家都梁所著长篇小说《亮剑》中李云龙的原型之一。

## 生平

### 第一次国共内战时期
1930年3月，王近山参加中国工农红军，任红一军第一师第三团第五连战士。9月调第三团机枪连当通讯员。同月加入中国共产主义青年团。1931年2月任红四军第十师第三十团机枪连班长、排长，机枪连副连长、连长，第一营副营长，1932年转为中国共产党党员。后在战争中负伤，与敌军共同抱着滚下悬崖并生还，从此人称“王疯子”。
此后，王近山任红四方面军第十师第三十团第一营营长、第三十团第二营营长、红四军第十师第二十九团第一营营长、第二十九团团长。1934年6月，任第十师第二十八团团长。1935年9月，任红四军第十师副师长，参与长征。长征抵达陕北后，参加山城堡战役。1936年11月，任红三十一军第九十三师师长。

### 抗日战争与第二次国共内战时期
抗日战争爆发后，任八路军第一二九师第三八六旅第七七二团副团长、第385旅769团团长，第385旅副政治委员，参与七亘村伏击战、响堂铺战斗。1940年5月，任八路军第129师新8旅副旅长、冀南军区第三分区副司令员，参与百团大战。1942年5月，任三八六旅旅长。1943年3月至1944年10月，任太岳军区第二军分区司令员、太岳纵队副司令员。
1943年，他在率领部队返回延安组建新编第四旅的途中，在山西洪洞县韩略村阻击日军战地观摩团，八路军宣称包括1名日军少将旅团长、6名大佐联队长以及100多名中队长组成的队伍，全部被伏击围歼。有说法说该日军少将名服部直臣，其军刀被王近山献给毛泽东后转给美国人，现陈列在美国博物馆，但是据考证服部直臣活到了战后。王近山到达陕北后，任八路军陕甘宁晋绥联防军新编第四旅旅长、陕甘宁晋绥联防军关中警备区司令部副司令员。1945年，参与爷台山反击战，阻击试图进入陕甘宁边区的国民革命军部队。

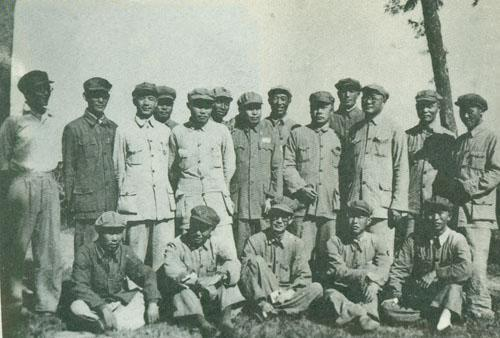
1948年夏，中原野战军部分领导人合影。前排右一钟汉华，右二赵紫阳，右三李雪峰。中排右起：陈再道、杜义德、刘伯承、陈毅、王近山，后排右一范朝利、右二孔庆德。

国共内战期间，王近山担任晋冀鲁豫野战军六纵司令员，参加定陶战役。1948年5月，任中原野战军第六纵队司令员，参加襄樊战役和淮海战役。1949年2月，任中国人民解放军第二野战军第三兵团副司令员兼第十二军军长和政治委员，参与渡江战役、西南战役，兼任重庆市军管会委员。

### 中华人民共和国成立后
中华人民共和国成立后，任川东军区副司令员，西南军政委员会委员。1950年9月，任中国人民解放军第三兵团副司令员兼川东军区司令员。1951年，王近山担任第三兵团代司令员、第一副司令员，率领五个军部队参加抗美援朝战争第五次战役。1952年，指挥第十二军、第十五军参加上甘岭战役，并取得战役胜利。1953年，王近山回国后任中国人民解放军山东军区副司令员、代司令员。1955年4月，任中国人民解放军北京军区副司令员。1955年9月，被授予中将军衔，获一级八一勋章、一级独立自由勋章、一级解放勋章。1960年7月，任中华人民共和国公安部副部长。
中华人民共和国时期后，王近山因与妻子韩岫岩的亲妹妹韩秀荣跳交谊舞而与妻子发生矛盾，在韩岫岩的四处投诉下，韩秀荣被妇联带走并以生活作风罪名发配其他地区，随后王近山见妻子如此对待自己的妹妹，气愤地提出离婚。当时恰逢中央管制军队将领进城后离婚另觅娇妻的现象，王近山之事被作为典型而严肃处理。1964年，被撤销职务，降为大校；开除中国共产党党籍；转河南周口地区西华县黄泛区农场当副场长。1968年，他向毛泽东写信承认错误，此后恢复副兵团级待遇，担任南京军区副参谋长。文化大革命结束后任军区顾问。
1978年5月10日，王近山在南京病逝。

## 家庭
- 第一任妻子：韩岫岩，和王近山共有八个子女，分别是：王少峰、王巧巧、王岩、王岫岫、王鲜鲜、王媛媛、王珍珍、王陆峰。
- 第二任妻子：黄慎荣，和王近山有两个孩子。